# Letters from Pegasus (Zvezdna vrata Atlantida)
Letters from Pegasus je 17. epizoda prve sezone znanstvenofantastične TV-serije Zvezdna vrata: Atlantida. Prvič je bila predvajana na kanadskem kanalu The Movie Network 10. januarja 2005.

## Vsebina
V Atlantidi odkrijejo, da se jim bliža flota matičnih ladij Warithov, zato začnejo mrzlično iskati rešitev iz situacije. Tako dr. Rodney McKay predlaga povezavo vseh njihovih generatorjev energije v eno samo močno enoto, s čimer bi za okoli 3 sekunde proivajali dovolj energije za klic na Zemljo. Medtem ko McKay pripravlja svoj super-generator, predlaga Dr. Weir poročniku Fordu, naj da vsakemu članu ekspedicije na voljo nekaj minut pred kamero, da bi lahko poslali sporočilo svojih najdražjim. Medtem McKay dokonča svoj generator in začne pripravljati podatke za pošiljanje na Zemljo s pomočjo dekoderja, ki ga je že prej razvil za Vojno letalstvo ZDA. Z uporabo tega dekoderja mu uspe stisniti ogromno količino podatkov. Medtem pa dr. Zelenka s pomočjo senzorjev z dolgim dometom določi pot flote Wraithov in njihove postanke na poti do Altantide. Tako Shepard skupaj z Teylo v zakritem skakaču opazuje floto pri izstopu iz hipervesolja ter odkrije nekaj njihovih slabosti in natančno sestavo flote, ki jih v naslednjih delih napade. McKayjev generator na koncu deluje in uspe poslati sporočilo, ki ga SGC dešifrirajo in s tem v naslednjem delu pošljejo nekaj enot marincev in hitro protiletalsko orožje za branitev Atlantide, ki jo morajo braniti do prihoda bojne ladje Daedalus.